# Mercosur

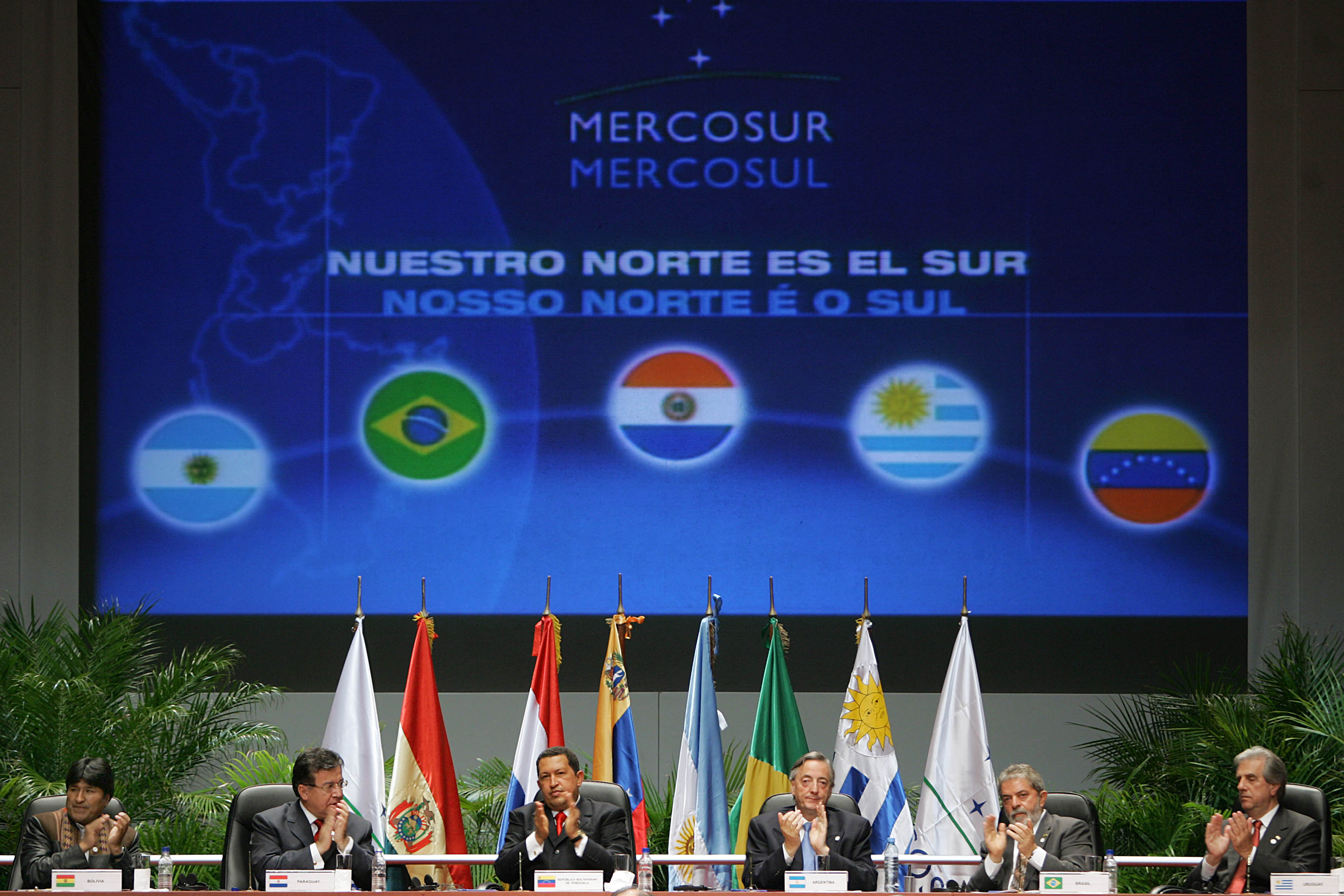
Mercosur 2005

Sydliga gemensamma marknaden, förkortad Mercosur eller Mercosul (spanska: El Mercado Común del Sur; portugisiska: Mercado Comum do Sul; guarani: Ñemby Ñemuha) är en tullunion som utgörs av Argentina, Brasilien, Paraguay, Uruguay och Venezuela (som för närvarande är avstängd). Organisationen har tre officiella språk: spanska, portugisiska samt guaraní.
Mercosurs målsättning är att främja fri handel och varuflöde av både arbetskraft och kapital mellan länderna. Genom ekonomisk integration binds medlemsländer och samarbetande länder samman även politiskt och kulturellt. Associerade medlemmar är Chile, Bolivia, Peru, Colombia, och Ecuador. Nya Zeeland och Mexiko är observatörsmedlemmar.

## Historia
Mercosur grundades den 26 mars 1991 genom Tratado de Asunción (Asunciónfördraget), som trädde i kraft 29 november 1991. Samarbetsorganisationen har ett gemensamt parlament i Montevideo samt en skiljedomstol i Asunción.
Venezuela deltog från 2006 i det politiska samarbetet men kunde inte inkorporeras i själva tullunionen då nya medlemmar måste ratificeras av alla medlemsländers parlament och Paraguays parlament ratificerade inte Venezuelas medlemskap. När Paraguay stängdes av 2012 efter att president Fernando Lugo avsattes kunde så Venezuela träda in som fullvärdig medlem i Mercosur. 1 december 2016 suspenderades Venezuelas deltagande i Mercosur.

## Ekonomiskt samarbete
Det totala värdet på handeln mellan de ursprungliga medlemmarna ökade från 10 miljarder USD år 1991 till 88 miljarder år 2010, där Brasilien och Argentina stod för 43%. Medan detta endast utgjorde 16% av de fyra staternas totala handel var det på en nivå jämförbar med deras handel med EU (20%), USA (11%) och Kina (14%). Samarbetet fastslår också en rad regler gällande investeringar, förstatliganden och importtariffer för handel med länder utanför samarbetet.

## Övriga samarbeten
Mercosur samarbetar genom de så kallade Acuerdos de Complementación Económica med Bolivia (1996), Chile (1996), Peru (2004), Colombia (2004) och Ecuador (2004). Dessa länder, förutom Chile, ingår i ett eget handelsavtal vid namn Andinska gemenskapen (spanska: Comunidad Andina). 